# Ma meilleure ennemie
Ma meilleure ennemie is een nummer van de Belgische muzikant Stromae en de Franse zangeres Pomme uit 2024. Het nummer staat op de soundtrack van de animatieserie Arcane.
"Ma meilleure ennemie" gaat over de ingewikkelde relatie tussen de personages Ekko en Powder in de serie, die elkaar bijna vermoordden in het eerste seizoen. Met het nummer maakte Stromae een comeback na twee jaar geen singles te hebben uitgebracht. Binnen 24 uur verbrak het nummer al het record van het meest gestreamde Franstalige nummer ooit op Spotify. De plaat werd wereldwijd een grote hit. Zo bereikte het in België, Stromae's thuisland, de 8e positie in de Vlaamse Ultratop 50 en kwam het op de nummer 1-positie in Pomme's thuisland Frankrijk.

## Tracklijst
Muziekdownload
1. "Ma meilleure ennemie" - 2:27